# Bulbul de McClelland
El bulbul de McClelland (Ixos mcclellandii) és una espècie d'ocell de la família dels picnonòtids (Pycnonotidae). Es troba a Bangladesh, Bhutan, Cambodja, Xina, l'Índia, Malàisia, Myanmar, Nepal, Tailàndia i Vietnam. També nidifica a Laos. Els seus hàbitats principals són els boscos tropicals i subtropicals de frondoses humits de les terres baixes i de l'estatge montà, els matollars humits i d'altura tropicals i subtropicals, els jardins rurals i les àrees forestals fortament degradades. El seu estat de conservació es considera de risc mínim.
L'epítet specífic mcclellandii fa referència al zoòleg i geòleg britànic John MacClelland (1805-1875).